# Gullinbursti

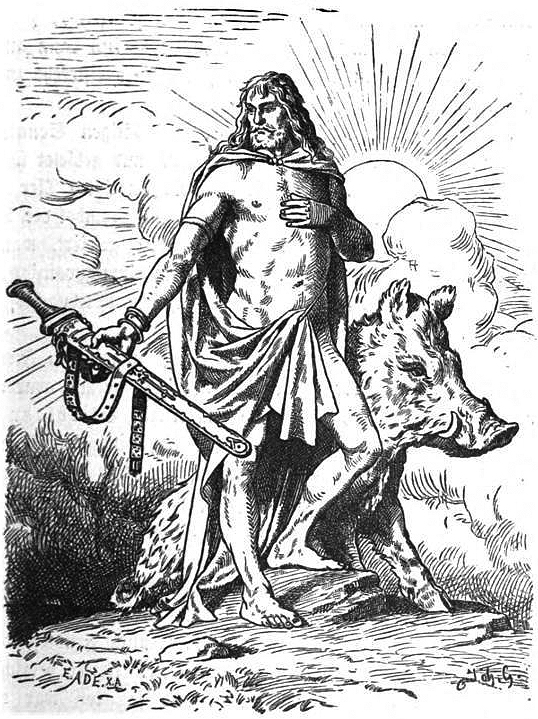
Freyr și Gullinbursti.

Gullinbursti a fost un mistreț din mitologia nordică. 
Conform legendei, când Loki a furat Părul lui Sif,  corabia Skíǒshjálmr și sulița Gungir, a făcut un pariu cu piticii Brokk și Sindri, acest pariu constând în faptul că dacă piticii vor construi ceva mai fabulos decât aceste obiecte el le va returna înapoi de unde le-a furat. 
Cei doi pitici au început să lucreze o vreme, dar în cele din urmă au obținut ce au vrut, și anume pe Gullinbursti, un mistreț uriaș, făcut în întregime din aur, căruia i-au dat viață cu ajutorul magiei. Acesta era un mistreț deosebit de frumos, putea să strălucească și în întuneric, iar pe câmpul de luptă era la fel de fabulos. În cele din urmă Loki a pierdut pariul returnând înapoi obiectele furate, iar cei doi pitici au făcut mistrețul cadou zeului Freyr.
Acest articol referitor la mitologia nordică  este deocamdată un ciot. Puteți ajuta Wikipedia prin completarea lui!